# Cinq Petits Cochons (téléfilm)
Pour le roman, voir Cinq Petits Cochons.
 (octobre 2024).
Si vous disposez d'ouvrages ou d'articles de référence ou si vous connaissez des sites web de qualité traitant du thème abordé ici, merci de compléter l'article en donnant les références utiles à sa vérifiabilité et en les liant à la section « Notes et références ».
Cinq Petits Cochons (Five Little Pigs) est un téléfilm britannique de la série télévisée Hercule Poirot, réalisé par Paul Unwin, sur un scénario de Kevin Elyot, d'après le roman Cinq Petits Cochons, d'Agatha Christie.
Ce téléfilm, qui constitue le 50e épisode de la série, a été diffusé pour la première fois le 14 décembre 2003 sur le réseau d'ITV.

## Synopsis
Le synopsis de l'adaptation télévisée présente quelques différences avec l'intrigue du roman.
Caroline Crale était la plus suspecte lorsque son mari, le peintre Amyas Crale, fut empoisonné. Elle est pendue pour ce meurtre. Quatorze ans plus tard, sa fille Lucy, devenue adulte, demande à Hercule Poirot de ré-enquêter sur l'affaire. Elle est persuadée de l'innocence de sa mère qui lui avait écrit une lettre dans laquelle elle assurait sa fille de ne pas avoir tué Amyas. Sans preuve matérielle ni empreinte, Poirot doit résoudre l'énigme grâce aux témoignages des cinq principaux suspects (tous ont un mobile et semblent cacher quelque chose) : les deux frères, Meredith et Philip Blake, amis des Crale ; Angela Warren, la demi-sœur de Caroline ; Miss Williams, la préceptrice d'Angela ; et Elsa Greer, une jeune femme amoureuse d'Amyas. 
Avant toute chose, Poirot va voir les officiels, dont plusieurs avocats, chargés de l'affaire Crale. Ils lui apprennent que Caroline ne se défendait presque pas devant les accusations. Pourquoi ce comportement ? Si elle était innocente, alors qui avait volé la conicine dans le laboratoire de Meredith ?

## Fiche technique
- Titre français : Cinq Petits Cochons
- Titre original : Five Little Pigs
- Réalisation : Paul Unwin
- Scénario : Kevin Elyot, d'après le roman Cinq Petits Cochons (Five Little Pigs) (1942) d'Agatha Christie
- Décors : Stuart Walker
- Costumes : Sheena Napier
- Photographie : Martin Fuhrer
- Montage : Jon Costelloe
- Musique originale : Christopher Gunning
  - Musique additionnelle : Première Gnossienne, de Erik Satie
- Casting : Maureen Duff et Gail Stevens
- Production : Margaret Mitchell
  - Production déléguée : Michele Buck, Phil Clymer, Delia Fine et Damien Timmer
  - Production associée : David Suchet
- Sociétés de production : London Weekend Television, A&E Television Networks, Agatha Christie Ltd.
- Durée : 100 minutes
- Pays d'origine :  Royaume-Uni
- Langue originale : Anglais
- Genre : Policier
- Ordre dans la série : 50e - (1er épisode de la saison 9)
- Première diffusion :
  -  Royaume-Uni : 14 décembre 2003 sur le réseau d'ITV

## Distribution
- David Suchet (VF : Roger Carel) : Hercule Poirot
- Rachael Stirling (VF : Isabelle Maudet) : Caroline Crale
- Aidan Gillen (VF : Antoine Doignon) : Amyas Crale
- Toby Stephens (VF : Patrick Noérie) : Philip Blake
- Marc Warren (VF : Tanguy Goasdoué) : Meredith Blake
- Aimee Mullins (VF : Barbara Beretta) : Lucy Crale
- Julie Cox (VF : Olivia Dutron) : Elsa Greer
- Gemma Jones (VF : Hélène Otternaud) : Cynthia Williams
- Sophie Winkleman : Angela Warren
- Talulah Riley : Angela (jeune)
- Patrick Malahide (VF : Pierre Laurent) : Sir Montague Depleach
- Annette Badland (VF : Marie-Martine) : Mrs Spriggs
- Roger Brierley (VF : Roger Lumont) : le juge
- Richard Teverson : Hollinghurst
- Melissa Suffield : Lucy (jeune)
- Lottie Unwin : Caroline (jeune)
- Darien Smith : Amyas (jeune)
- Jacek Bilinski : Philip (jeune)
- Joel de Temperley : Meredith (jeune)

Source doublage : Doublage francophone

## Différences entre le roman et le téléfilm
Dans le roman, à la différence de son adaptation télévisée :
- la veuve de la victime n'est pas pendue mais meurt durant sa détention à perpétuité
- la contre-enquête menée par Hercule Poirot a lieu 16 ans après le meurtre (14 dans l'adaptation)
- la fille de la victime ne s'appelle pas Lucy, mais Carla
- Dans le roman, Alderbury a été vendu et transformé en hôtel
- La fin change en se terminant sur une tentative de meurtre sur le dit assassin
- Philip Blake développe des sentiments pour Amyas Crale dans le téléfilm, alors qu'il est amoureux de Caroline Crale dans le roman
- Le fiancé de miss Crale n'apparaît pas dans l'adaptation
- Poirot ne posera que 2 questions à ses suspects
- L'enquête de Poirot se basera uniquement sur le témoignage différent des cinq victimes, et Poirot ne demande pas aux cinq suspects d'écrire un compte rendu de l'affaire
- Il n'y a pas d'entrevue avec Lucy Crale avant la scène de dénouement, celle-ci découvrant les suspicions de Poirot en même temps que les cinq petits cochons
- Poirot interroge ses suspects sous le motif d'écrire un article important sur cette affaire

## Autour du téléfilm
À noter pour la petite histoire que l'actrice Rachael Stirling, qui joue ici Caroline Crale, tient le rôle de Griselda Clement, la femme du pasteur, dans le téléfilm L'Affaire Protheroe de la série télévisée Miss Marple de 2004 avec Geraldine McEwan dans le rôle-titre. D'ailleurs, en guise de clin d'œil, au début de cette version de L'Affaire Protheroe, on voit distinctement dans l'atelier du peintre Lawrence Redding, le portrait de l'actrice Rachael Stirling qu'avait peint le personnage d'Amyas Crale dans Cinq Petits Cochons. Deux romans, deux personnages de femmes, deux personnages de peintres, deux histoires différentes menées par deux détectives différents mais un seul portrait dans les deux ateliers : celui de l'actrice Rachael Stirling qui a joué les deux rôles.
Par ailleurs, l'actrice Julie Cox qui tient ici le rôle d'Elsa Greer joue le rôle de Jane Marple jeune et Marc Warren qui tient ici le rôle de Meredith Blake joue le rôle du Capitaine Ainsworth, petit-ami de la jeune Jane Marple dans la même version de L'Affaire Protheroe de la série Miss Marple de 2004.